# San Ignacio (Misiones)

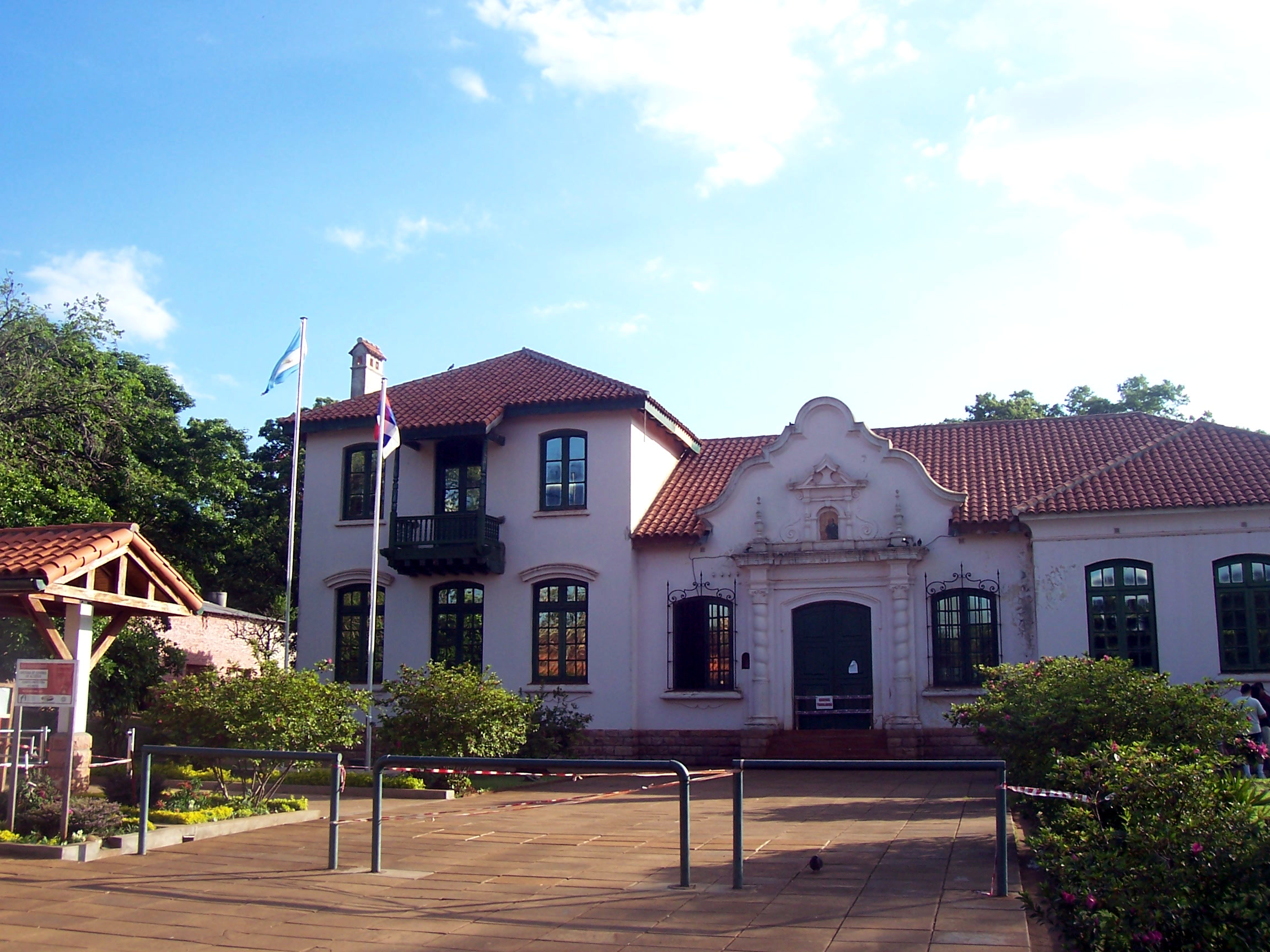
Ruínas Jesuítas de San Ignácio.

San Ignacio é um município argentino, localizado na província de Misiones e departamento de  San Ignacio. Possui uma população de 6.312 habitantes. A cidade conta com as ruínas históricas da Redução Jesuíta de San Ignacio Miní, declarado Patrimônio da Humanidade pela UNESCO em 1984. Seu nome é em homenagem a Ignácio de Loyola, religioso católico que fundou a redução indígena.

## História
Os jesuítas chegaram à região fugindo dos ataques de Bandeirantes e Mamelucos que estavam à procura de indígenas para vendê-los como escravos. Antonio Ruiz de Montoya chegou com cerca de 12 mil indígenas nas cercanias de arroyo Yabelirí, onde refundou Loreto e San Ignacio Miní. O assentamento durou cerca de 150 anos, até que a Companhia de Jesus foi expulsa das colônias espanholas. Os indígenas não souberam administrar a cercania, o que levou a um declínio demográfico.
Em 1871 San Ignacio foi saqueada e incendiada por tropas Paraguaias. Nos anos seguintes Misiones foi anexada a Corrientes, ficando uma região praticamente desabitada até que em 1870, contingentes humanos ocuparam as zonas próximas do Rio Paraná e Arroyo Yabebirí. A ocupação coincidiu com o fim da Guerra do Paraguai e a divisão definitiva de Misiones da província de Corrientes.
Em 1877, o agrimensor Queirel, realizou as demarcações da área e delineou o centro urbano de San Ignacio. O novo povoado foi fundado em 18 de Janeiro de 1907 com a chegada dos primeiros colonos.
Logo, depois disso em 1879, as ruínas já estavam popularizadas, com a chegada de muitas pessoas vindo dos mais diversos lugares do mundo, assim, se tornou um lugar turístico.

## Turismo
As ruínas da missão jesuíta consiste no seu principal atrativo, porém as margens do rio Paraná e arroio Yabebirí são utilizadas como balneário e também para a pesca.